# ソラログ
『ソラログ』は、みつきかこによる日本の漫画作品。小学館の月刊少女漫画雑誌『ベツコミ』にて2008年12月号から2010年4月号まで連載された。全16話。単行本は同社のBetsucomiフラワーコミックスより全4巻。
サブタイトルは「〜てのひらの星〜 Close to you」、キャッチコピーは「GIRL meets BOY 運命の出会いがあなたを待っている」。

## あらすじ
天文部に所属する南 光（みなみ ひかる）は空が好きな女の子。ある夜、観測会の前に公園で不思議な男の子に出会った光は、その男の子にまた会いたいと願う。
翌日、その男の子、麻生 湊人（あそう みなと）と学校内で再会したが、彼は「問題児」として有名な人だった。
光の兄、南 唯（みなみ ゆい）は、何故か2人の仲を引き離そうとしていた。それには隠されたある“秘密”があるが、光はその事を知らない。
光は湊人の優しさを知るにつれ、彼に惹かれ、湊人も真っ直ぐに気持ちを表現する光に次第に心を開き自然と付き合うようになる。

## 登場人物

### 主要登場人物
南 光（みなみ ひかる）
この物語の主人公で、ヒロイン。156cm。空が好きで、携帯のカメラで写真をよく撮影している。
東高等学校の1年生。天文部に所属しており、好きな事を「好き」と言える程素直で真っ直ぐに気持ちを表現する。
ガラケーでよく空の写真を撮っており、天文部の先輩からは「空バカ」と称されている。両耳に1つずつピアスをしている。
湊人が持っているオルゴールボールの音に聞き覚えがあり、懐かしい感覚を感じる。作中「流れ星に音があったらあんなかもなぁ…」と独り言を言っている。空を見て涙を流し一日を充電する。
兄である唯の影響からバイクはそこそこ詳しく、湊人の叔父やその仲間に初めて会った時もすぐ馴染んでいた。
特技は体が柔らかい事と動物をすぐに懐かせる事で（作中にてナウシカもどきと表現されている）性格は明るく、やや天然。
一般コースの生徒。2年生を控えた春休みに湊人の恋人になる。
幼少期は体が弱く、遠くの療養院に居た。湊人とはその時に出会い、光は湊人を「みーくん」と呼び、湊人も光を「ひーちゃん」と呼ぶ程仲良しで、オルゴールボールもこの時に湊人から貰っていた。ある夜、病院を抜け出し、湊人と光の2人だけで天体観測していた時にオルゴールボールを落としてしまい、草むらの中を探している所を足を滑らせ、湊人が間一髪手を取ったが、引き上げる事が出来ずに2人とも崖から落ち意識を失う。光が目覚めると療養院でその時の記憶がすっぽり消えていた。（解離性健忘）それは大好きだった湊人の事を死なせてしまったという思い込みから記憶を閉ざしたとの事。
記憶を取り戻してからも、湊人とは恋人同士で仲良くしている。本人達は2度同じ人を好きになったことになる。
それから2年後、高校を卒業し、進路は日本国外に姉妹校がある看護学校へと進学した。
麻生 湊人（あそう みなと）
身長の高い金髪の男の子。ブリーチを使っており髪の色は殆ど白い。右耳に2つ、左耳に5つのピアスをしている。
光と同じ東高校に通っているが、外見から悪い噂が絶えない為、人を寄せ付けないよう常に冷たい態度を取る。根は優しく、家事が得意。
天体観測が好きで、綺麗な星空を見て涙を流す。それは幼少期に叔父によって仕込まれたとの事。
叔父である朝比奈 拓の家に住んでいる。アルバイトをしており、給料を家賃として家に入れている。病院が嫌い。バイクの免許を持っている。春休み直前に光とプラネタリウムに行った帰り（正確にはプラネタリウムが休館日で観ていない）に不良に絡まれ、光を守る為に手や顔に怪我をした。しかしその事がきっかけで光との距離が急速に縮み、後に恋人となる。光と付き合って半年の時には既に髪が黒く染め直されている。
二年前に兄を事故で亡くし、それからピアノを止めていたが、光と付き合ってから本格的にピアノを再開した。中学生の時にアメリカのジュリアード学院の音楽部門に居た。ピアニストの巨匠ギル・エヴァンスと第二音楽室で会話している所を音楽コースの生徒が見ていたが、「巨匠との関係が分からない」と言っていた事から湊人は一般コースの生徒である事がうかがえる。しかし卒業時に音楽コース卒業記念公演に出演している事から、コースを移籍した（若しくは音楽コースに最初から在籍していたが、真面目に授業受けていなかった）と思われる。
親が離婚し、ある事情（事情不明。恐らく自身の兄の事や光の幼少期の事）から母方の姓を名乗っている。現在住んでいる叔父の家にグランドピアノが2台あり、湊人自身もピアノを弾き、その腕前はプロ並で天才少年と呼ばれていた。音楽のエリート『朝比奈一家』の次男で、静香の義弟。幼少期は療養院や病院を回り、演奏を披露していた。光とはその時に出会っている。
肌身離さず持っているオルゴールボールは、幼少期に兄の律人（のりひと）からお守りとして貰ったもの。
幼少期のあの事件の後、目が覚めると日本国外にある自宅近くの病院におり、光は死んだと聞かされていた為、叔父の別荘で光が寝言を言うまで『ひーちゃんと光は別人』と思っていた。
高校卒業後、日本国内の音楽大学に進学したが、休学届けを出して9月に渡米し音楽学校に編入した。
南 唯（みなみ ゆい）
光の兄。通称くま。185cmと背が高く、体格も良い。
東高校の2年生で、朝日モータースというバイクショップでアルバイトしている。高校卒業後は湊人の叔父の店で働いている。
心配性で子煩悩ならぬ妹煩悩。妹の同級生（男子）が妹の事を姓で呼び捨てにしただけで静止が利かない事があるので、光が止めに入る事もある。
湊人とどこかで会ったような覚えがある。学校内で湊人と初めて話した時『なんかいけ好かん!!』と思っていた。光が自室で湊人との妄想を言っていたのを聞き、「麻生だけはダメだ。」と光に詰め寄ったが、部屋の外に蹴り飛ばされ暫く光から口を利いて貰えなかった。両親曰く、喧嘩は珍しい。光曰く、M。
幼少期の光に事故の記憶が無い事から光を守ろうと奮起になり、朝比奈家に招待された時に、静香と拓に湊人を妹に近づけないでくれと頼み込む。
春休みに光がかかっていた病院に電話を掛け12年前の事件を調べた事から、唯は湊人をあの時の少年と断定する。湊人が光を見捨てたと思い込むと同時に、当時光を守れなかった自分の事が未だに許せず、湊人を憎む事によって自我を保っていた。
光の卒業式後、拓の別荘での打ち上げで妹から卒業し、光の先輩で光の事を「空バカ」と称した女性（名前不明）に告白され、自然と付き合うようになる。
番外編では、妹の殺人料理（未知との遭遇）を全部食べ、体調を崩している。
朝比奈 静香（あさひな しずか）
湊人の兄、律人（のりひと）の妻で未亡人。
湊人の義姉にあたる。日本のオペラ歌手。黒髪のロングヘアで妖艶な女性。両耳に1つずつピアスをしている。海外暮らしが長い為に少しズレている。
光と次第に仲良くなる湊人に「光ちゃんはあの子じゃない」と釘を刺した事から『ひーちゃん』について知っている模様。
湊人を音楽の世界に戻そうと必死になるあまりに光と何度も衝突する。夫である律人が亡くなる直前に交わした会話で「僕に万が一の事があっても湊人を立派な音楽家に導いて」という最期の言葉に囚われていた為で他意はない。湊人の声が夫、律人の声と似ている事から存在を混同して湊人に迫った事がある。
光と湊人の卒業式の卒業記念公演にて特別ゲストとして呼ばれるがこの時の髪型はショートヘアになっている。
湊人の半マネージャーとなり、夫の事も笑って話せるようになった。
朝比奈 拓（あさひな たく）
律人と湊人と静香の叔父。日本にある朝比奈家の家主で湊人の父親の弟。
バイクショップのオーナー兼社長でツーリングが趣味。ヘビースモーカー。家事が全く出来ない。料理もモザイクがかかるほど酷い。
幼少期の湊人に天体観測を仕込んだ張本人。光と初めて会った時は“湊人の友達”と言い、飼っている猫に対して「湊人に似て臆病」と言っていた。（あながち間違いでない。）
唯の事は静香が朝比奈家に招きいれた時に初対面だった為、唯のバイト先（朝日モータース）のオーナーとは別人。静香が何かを企んでいる事を逸早く気付く。
高原別荘地に別荘を1つ所有しており、湊人とよく泊まりに来る。湊人と一緒に泊まりに来た光に着替えとしてメイド服とナース服を差し出し、湊人に回し蹴りを食らう。変態。後に唯を社員として自分の店に雇い入れる。
朝比奈 律人（あさひな のりひと）
湊人の兄で故人、静香の夫で朝比奈一家の長男。二年前に事故で他界。湊人にピアノを教えた。穏やかな性格で人相が良い。
自分に「万が一の事があったら湊人を立派な音楽家に導いて。」と最期の言葉を残すと同時に静香の幸せを一番に願っていた。
幼少期の湊人にオルゴールボールをお守りとして渡した。
ギル・エヴァンス
ピアニストの巨匠。独身。金と権力と芸術性の3拍子が揃っている男性。約30年前は超イケメンで、今もイケメンのロマンス・グレー。放浪癖がある。
音楽コースの生徒から「音楽（クラシック）やってる私らには神様」と称される。師事したい人は山ほど居るが、弟子をあまり取らない事でも有名。
湊人を弟子に取っていた。ピアノコンクールの審査員を務める事がある。
日本の女の子は世界一可愛いと思っており、着物や女子高生が好きと公言する程で、湊人からは「エロじじい」と称されている。普段は外国語を話すが、日本語がペラペラに話せる。紳士。
先輩（名前不明）
天文部の先輩。東高校の2年生。黒い太縁眼鏡をかけている。黒髪のセミロングで常にサイドテールの女性。唯とはかなり親密でくまと呼んでいる。唯とは友達以上恋人未満だが片思いらしく唯の話になると赤面する事も。天文部で光を守ろうとする。2年後の光の卒業式後の打ち上げの時にのみ髪にシュシュを付けている。
唯が妹から卒業してからさり気なく告白し付き合う事に。最初から最後まで名前が公表されなかったキャラクターの一人。

### その他の登場人物
天文部の部員
年齢・名前不明。先輩と光を除いて3～4名が居る。光と湊人について心配していたが、春休みに湊人の優しい面を目の当たりにし噂は噂であると誤解が解ける。
小泉先生
天文部顧問。光と湊人が駅前で会っていた事を心配し忠告した。
唯と光の父
優しく温厚。光が記憶を取り戻した後、湊人に光の恩人の礼をしたり、唯のフォローに回ったりした。湊人と初めて会った時に湊人の事を「個性的なお友達」と言う。
唯と光の母
少し思い込みが激しい節と心配性な面がある。光が誤って皿を割り破片を拾い集めている所を心配し声を荒らげる。湊人と初めて会った時は暴力団の人と勘違いし「お幾らで見逃してもらえるのかしら？」と聞いていた。
律人と湊人の父
コントラバス奏者。拓の兄。律人に面影が似ている。
律人と湊人の母
バイオリニスト。ロングヘアの美しい女性。旧姓は麻生。離婚した為麻生姓に戻っていると思われる。

## 刊行情報

### 単行本
Betsucomiフラワーコミックスより全4巻が刊行され、2巻の中盤に番外編の4.5話、4巻の巻末に読み切り作品「メロドラマティックライブラリー」と「ソラログ」番外編2編、新連載「DEAR!」予告編が収録されている。定価各420円（税込、2010年6月現在）。
1. 2009年4月24日発売[1]、ISBN 978-4-09-132358-3
2. 2009年9月25日発売[1]、ISBN 978-4-09-132678-2
3. 2010年2月26日発売[1]、ISBN 978-4-09-133113-7
4. 2010年6月25日発売[1]、ISBN 978-4-09-133268-4

### 番外編
番外編4.5話　「イツカ」
湊人の休日について描かれており、拓が家事一切出来ない事、湊人がバイトをして家賃を入れている事、長毛種の猫を飼い始める事、湊人が料理上手な事など細かな描写がされている。
昼ごはんに手作りのペペロンチーノを作り、拓に「おっさんのはこっちだ。」と納豆を差し出すが、もう1皿ペペロンチーノを用意していたあたりからかっているだけである。
X'mas番外編
光がクリスマスツリーやサンタの置物などを引っ張りだして料理を練習する話。しかしそれは光がクリスマス料理しか作れず、その料理も例に漏れず殺人級な為、その後料理を食べた唯が体調を崩した。
夏休み番外編
本編最終回にて言われている「別荘に3回目に泊まりに来た時の話」について描かれている。ややソフトな性描写がある。

### メロドラマティックライブラリー
禁断の愛をテーマにした読み切り作品で『ベツコミ』2009年5月号付録雑誌に掲載。
奨学生で優等生の倉田 楓恵（くらた かなえ）と楓恵の高校に新任の司書として着任した本 士朗（もと しろう）との恋愛ストーリー。
士朗の左手薬指にはリングがあり、途中までは教師と優等生の生徒との禁断モノと捕らえがちだが、真相は楓恵と士朗は夫婦関係にあり学校の人物にバレないよう（バレたら即離婚）努力しているだけだった。
士朗が着任するにあたって「学校では他人のフリを」と提案した楓恵の行動がどんどん不自然になった事が最大の理由。
楓恵が高校を卒業するまで士朗が共犯者でいることを約束する。
ソラログの光の部活での友人が、楓恵の友人として出演し、制服も同じ事から同じ時間軸で進んでいると思われる作品。

### DEAR!予告編
2010年7月号から新連載の「DEAR!」の予告。
主要登場人物は主人公の女の子が1人、男の子が2人である。幼馴染で家族のように育ち、今も親友でいつも一緒が当たり前だった3人の恋愛ストーリー。

## 裏話
物語に出てくる東高等学校は神奈川県にある弥栄高校がモデルで作者の母校。卒業して数年後に取材に訪れたという。（恐らく弥栄東高校出身）
オルゴールボールはガムランボールとも言い、円型以外にハート型や涙型が存在する（涙型は希少）